# Spoorlijn Arras - Saint-Pol-sur-Ternoise
De Spoorlijn Arras - Saint-Pol-sur-Ternoise is een Franse spoorlijn van Arras naar Saint-Pol-sur-Ternoise. De lijn is 37,1 km lang en heeft als lijnnummer 307 000.

## Geschiedenis
De lijn werd aangelegd door de Compagnie des chemins de fer du Nord en geopend op 22 november 1875. In augustus 2021 is de lijn gesloten voor een volledige renovatie. De verwachting is dat deze heropend wordt in augustus 2022.

## Treindiensten
De SNCF verzorgt het personenvervoer op dit traject met TER treinen.
| Serie | Treinsoort | Route                                               | Bijzonderheden |
| ----- | ---------- | --------------------------------------------------- | -------------- |
| P 53  | TER (SNCF) | Arras – Saint-Pol-sur-Ternoise – Étaples-Le Touquet |                |

## Aansluitingen
In de volgende plaatsen is of was er een aansluiting op de volgende spoorlijnen:
Arras
RFN 272 000, spoorlijn tussen Paris-Nord en Lille
RFN 274 100, embranchements urbains van Arras-Meaulens
RFN 301 000, spoorlijn tussen Arras en Dunkerque
RFN 306 000, spoorlijn tussen Doullens en Arras
Achicourt
RFN 306 000, spoorlijn tussen Doullens en Arras
Saint-Pol-sur-Ternoise
RFN 289 000, spoorlijn tussen Fives en Abbeville
RFN 308 000, spoorlijn tussen Saint-Pol-sur-Ternoise en Étaples